# Tiefland-Anoa
Der Tiefland-Anoa (Bubalus depressicornis), manchmal auch Flachland-Anoa, ist eine auf den indonesischen Inseln Sulawesi und Buton endemische Rinderart. Er ist eng mit dem Berg-Anoa verwandt, mit dem er manchmal zu einer einzigen Art zusammengefasst wird.

## Merkmale
Tiefland-Anoas sind stämmig, haben relativ kurze Beine und einen dicken Hals. Sie erreichen eine Kopfrumpflänge von 170 bis 188 Zentimetern, eine Schulterhöhe von 60 bis 100 Zentimetern, ein Maximalgewicht von 300 Kilogramm und zählen damit zu den kleinsten Rinderarten. Das Fell ausgewachsener Tiere ist schütter und schwärzlich, das der Jungtiere ist braun und wollig. Die Haut alter Tiere ist fast haarlos. Der untere Abschnitt der Vorderläufe ist weiß bis gelblich-weiß. Oberhalb der Hufe verläuft ein schwarzer Streifen. An den Hinterläufen befinden sich helle Flecke unmittelbar über den Hufen. Diese sind bei Jungtieren gelb, bei den adulten Tieren weiß. An der Unterseite des Halses befindet sich oft ein halbmondförmiger weißer Fleck. Beide Geschlechter tragen Hörner. Diese haben einen dreieckigen Querschnitt. Die Hörner der Männchen sind 27 bis 37 Zentimetern lang, die der Weibchen bleiben mit einer Länge von 18 bis 26 Zentimetern kürzer.

## Lebensweise

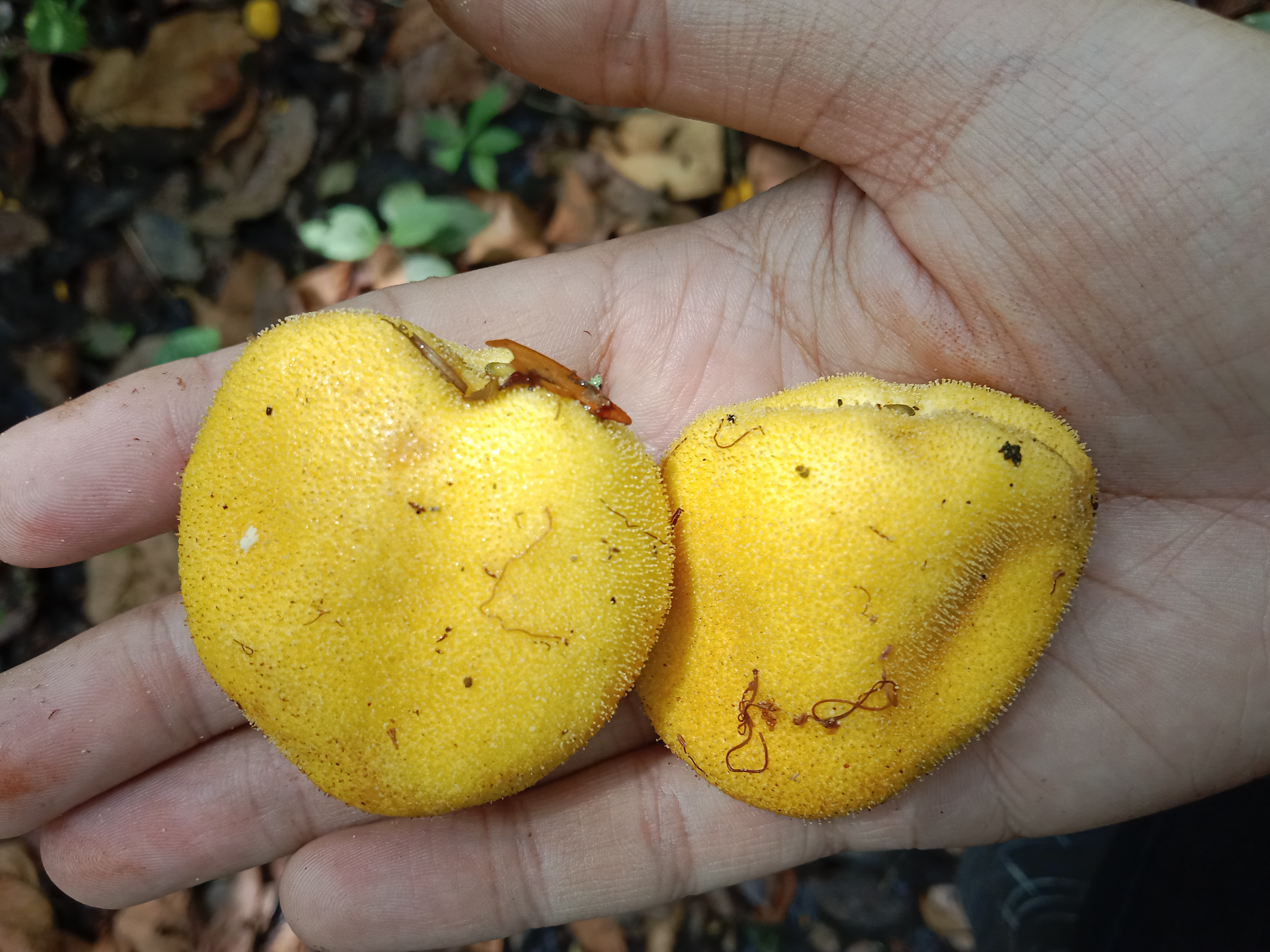
Früchte von Artocarpus lacucha

Lebensraum der Tiefland-Anoas sind tiefer gelegene Wälder und Sumpfgebiete. Die Tiere leben einzelgängerisch und begeben sich vorwiegend in den Morgenstunden auf Nahrungssuche, während sie den Rest des Tages in dichter Vegetation verbringen. Ihre Nahrung besteht ausschließlich aus Pflanzen. Bei Untersuchungen in den Wildreservaten Tanjung Amolengo und Tanjung Peropa zeigte sich, dass Tiefland-Anoas 146 Pflanzenarten fressen. Zur bevorzugten Nahrung gehören die Früchte von Feigen, des Brotfruchtbaums Artocarpus lacucha, von Parkia roxburghii und Dilleania ochreata. Die Tragzeit beträgt 276 bis 315 Tage, danach bringt das Weibchen ein einzelnes Jungtier zur Welt. Kälber tragen zunächst ein dichtes, gelbbraunes Haarkleid. Nach sechs bis neun Monaten werden die Jungtiere entwöhnt und erreichen die Geschlechtsreife mit zwei bis drei Jahren. Die Lebenserwartung der Tiere liegt bei 20 bis 30 Jahren.

## Systematik

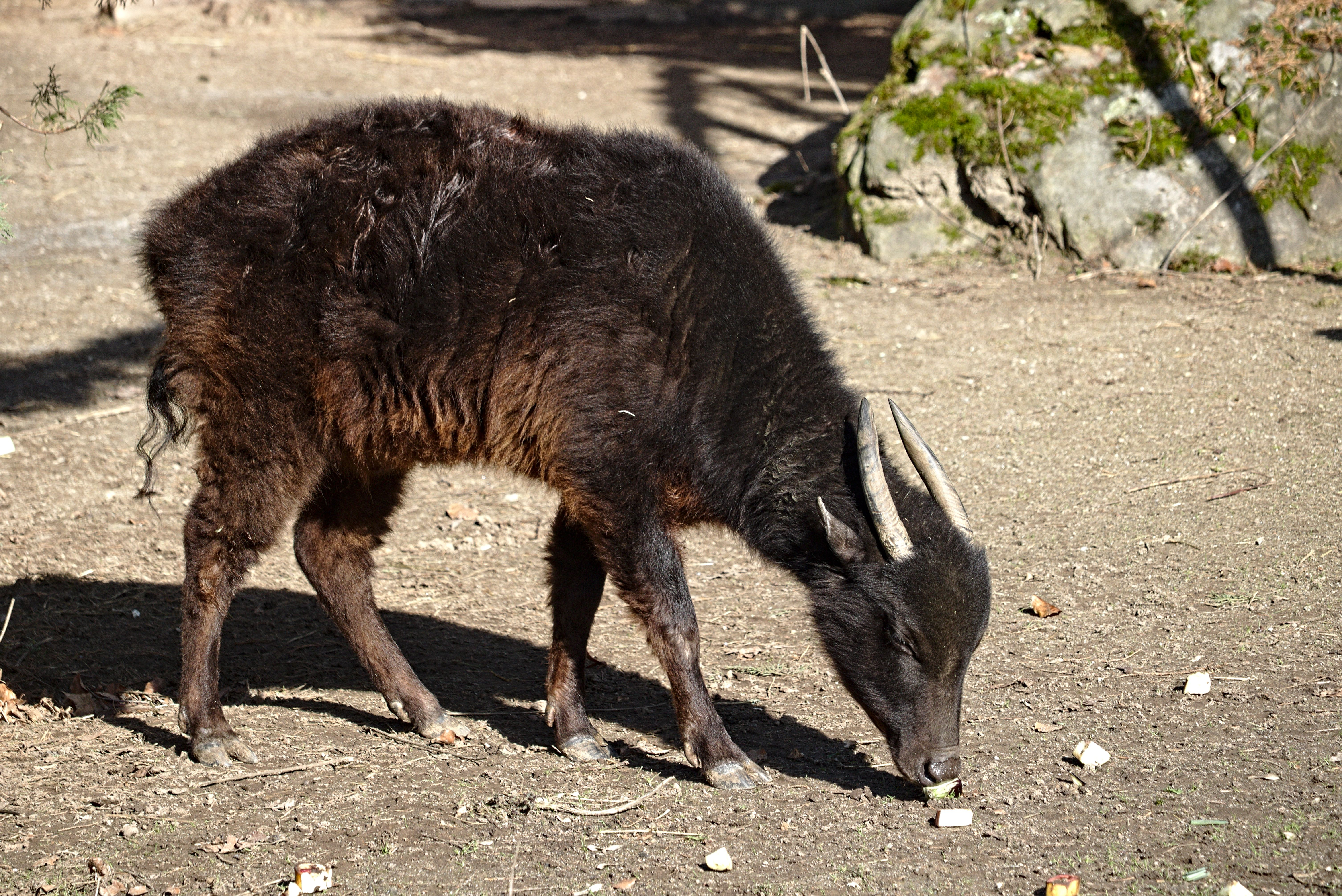
Ein Berg-Anoa im Zoo Krefeld

Der Tiefland-Anoa wurde 1827 durch den englischen Naturforscher Charles Hamilton Smith unter der Bezeichnung Antilope (Anoa) depressicornis erstmals wissenschaftlich beschrieben. Anoa wurde später zu einer eigenständigen Gattung, die aber 1982 durch den britisch-australischer Mammalogen Colin Groves mit Bubalus synonymisiert wurde. Bis heute ist es umstritten, ob es sich bei den Anoas um eine oder um mehrere Arten handelt. In ihrem äußeren Erscheinungsbild, der Anatomie und der DNA zeigen die Anoas eine große Variabilität. Vergleiche der DNA deuten darauf hin, dass es mindestens vier genetisch unterschiedliche, in unterschiedlichen Regionen von Sulawesi vorkommende Subpopulationen gibt, in Nord-, Zentral- und Südost-Sulawesi sowie auf der Insel Buton. Die bisher vorliegenden Informationen genügend nicht, um zu bestimmen, ob jede genetische Teilpopulation den Status einer eigenständigen Art oder Unterart verdient. Da es für die meisten Museumsexemplare oder in Zoos gehaltenen Individuen keine genauen Angaben über die Herkunft gibt, können sie nur eingeschränkt oder überhaupt nicht für genauere genetische Untersuchungen verwendet werden. Viele Autoren erkennen den Berg-Anoa (Bubalus quarlesi) als eigenständige Art an. Die Anoas sind nah mit dem Wasserbüffel verwandt; beide haben sich erst im Pleistozän vor 850.000 bis 650.000 Jahren voneinander getrennt.

## Bedrohung
Die Bejagung und die Zerstörung ihres Lebensraums haben zu einem drastischen Rückgang der Populationen geführt. Die IUCN schätzt die Gesamtpopulation auf etwa 2500 Tiere und listet den Tiefland-Anoa als stark gefährdet (endangered).